# Congocellio uniformis
Congocellio uniformis là một loài chân đều trong họ Porcellionidae. Loài này được Arcangeli miêu tả khoa học năm 1950.